# Sekirišče
Sekirišče – wieś w Słowenii, w gminie Velike Lašče. W 2018 roku liczyła 9 mieszkańców.